# Alfred Humphrey Hindmarsh

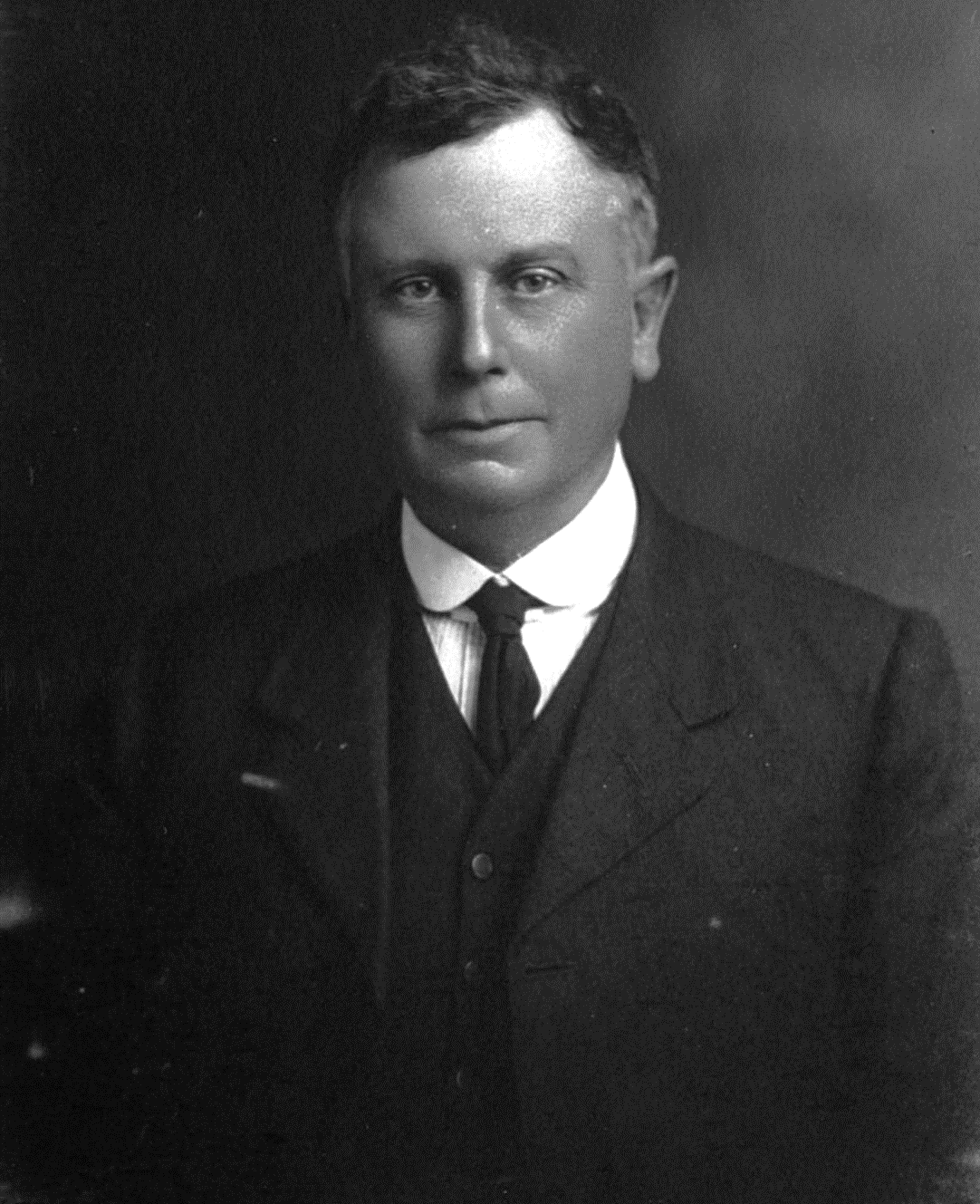
Alfred Humphrey Hindmarsh (ca. 1915)

Hindmarsh, Bildmitte, zweitletzte Reihe, 4. von links (1905)

Alfred Humphrey Hindmarsh (* 18. April 1860 in Port Elliot, South Australia, Australien; † 13. November 1918 in Wellington, Neuseeland) war ein Politiker der New Zealand Labour Party und ihr erster Parteiführer in den Jahren von 1916 bis 1918.

## Leben
Hindmarsh wurde am 18. April 1860 als Sohn des Rechtsanwaltes John Hindmarsh und seiner Frau Mary Long in Port Elliot in South Australia geboren. Sein Großvater, ebenfalls John Hindmarsh genannt, wurde 1836 der erste Gouverneur von South Australia. Als Hindmarsh 10 Jahre alt war, verstarb seine Mutter und sein Vater heiratete erneut. Seine Schulbildung erhielt er am St Peter's College in Adelaide.
Im Jahr 1878 zog die Familie nach Neuseeland, wo Hindmarshs Vater als Barrister in Napier, an der Ostküste der Nordinsel arbeiten konnte und gleichzeitig eine große Schafsfarm betrieb. Hindmarsh hingegen erhielt seine juristische Ausbildung in Dunedin auf der Südinsel des Landes. 1891 erhielt er eine Zulassung zum Barrister und Solicitor am Supreme Court in Christchurch und zog kurze Zeit später nach Wellington um, wo er in der Mitte der 1890er Jahre in der Labour-Bewegung des Landes aktiv wurde.

## Gewerkschaftliche Aktivitäten
Seine erste aktive Funktion war die des Sekretärs der Socialist Education League in Wellington und wurde, obwohl er mit seiner Politik nicht als Sozialist gelten konnte, für seinen Einsatz des Acht-Stunden-Tags vor Ort bekannt. Von 1895 bis 1898 hatte er die Präsidentschaft des Wellingtoner Zweigs der Federated Seamen's Union of New Zealand inne, doch Kontroversen in Bezug auf Kandidaten und politischen Strategien führten während seiner Amtszeit zur Spaltung der Organisation. Des Weiteren war Hindmarsh der Präsident des lokalen Zweigs der Federated Cooks and Stewards' Union of New Zealand von 1894 an und von 1913 an Präsident der Match-factory Employees' Union, Positionen, die er bis zu seinem Tod im Jahr 1918 ausfüllte. 1915 gründete er in Wellington die Workers' Educational Association, deren Präsidentschaft er ebenfalls übernahm. Obwohl Hindmarsh in einigen Organisation aktiv war, so galt er doch nicht als einer der führenden Köpfe der Gewerkschaftsbewegung jener Tage.

## Aktivitäten als Politiker
Hindmarsh vertrat in Bezug auf die Vertretung der Arbeiterorganisation im Parlament die Position, dass nicht die im Parlament vertretene Liberale Partei die Arbeiter vertreten sollten, so wie ein Teil der Gewerkschafter dies sahen und praktizierten, sondern unabhängige Kandidaten der Arbeiter ins Parlament geschickt werden sollten. In einem Meeting im Februar 1898 warf Hindmarsh dem amtierenden Premierminister Richard Seddon diktatorische Praktiken vor, indem er die Arbeiterbewegung zu Sklaven der Liberalen machte und wenig für die arbeitende Bevölkerung tat. Die Kontroverse bei der Kandidatenaufstellung fürs Parlament führte dann zum Bruch in und mit der Gewerkschaft.
Für den Rest seiner politischen Karriere trat Hindmarsh für eine unabhängige Stimme der Arbeiterschaft im Parlament ein. Nach einem erfolglosen Versuch im Jahr 1901 wurde er 1905 auf der Liste der Independent Political Labour League in den Stadtrat von Wellington gewählt, ebenso 1911 in den Wellington Harbour Board.
1905 kandidierte er erfolglos für einen Sitz im Parlament für den Wahlbezirk Newtown, übernahm dann ein Jahr später den Vorsitz in der Independent Political Labour League für zwei Jahre und gewann 1911 für die erste New Zealand Labour Party, die 1910 aus der Independent Political Labour League hervorgegangen war, den Wahlbezirk Wellington South. Er hielt den Bezirk bis zu seinem Tod. 1912 reformierte sich seine Partei zur United Labour Party of New Zealand und Hindmarsh zählte zu seinem Führungspersonal. Im Juli 1916 wurde dann schließlich die neue, noch heute bestehende New Zealand Labour Party gegründet und Hindmarsh wurde ihr Fraktionsführer im Parlament und ihr erster Parteiführer des parlamentarischen Zweigs der Partei.
Alfred Humphrey Hindmarsh verstarb am 13. November 1918 in Wellington infolge einer Grippevirus-Infektion der seinerzeit grassierenden Spanische Grippe.

## Familie
Hindmarsh heiratete am 3. Oktober 1892 in Wellington seine Frau Winifred Taylor. Mit ihr hatte er vier Kinder.